# هانك وينستون
هانك وينستون (بالإنجليزية: Hank Winston)‏ هو لاعب كرة قاعدة أمريكي، ولد في 15 يونيو 1904 في يونغسفيل في الولايات المتحدة، وتوفي في 4 فبراير 1974 في جاكسونفيل في الولايات المتحدة.

## وصلات خارجية
- هانك وينستون على موقع دوري كرة القاعدة الرئيسي (الإنجليزية)
- هانك وينستون على موقعبيزبول رفرنس.كوم (الدوري الرئيسي) (الإنجليزية)
- هانك وينستون على موقعبيزبول رفرنس.كوم (الدوري الثانوي) (الإنجليزية)